# 大三島
大三島（おおみしま）是日本瀨戶內海的一座島嶼，面積64.5平方公里，屬於藝予群島，由愛媛縣今治市管轄。大三島有西瀨戶自動車道經過，並透過多多羅大橋、大三島橋分別與生口島、伯方島相連。島上有著名的大山祇神社。

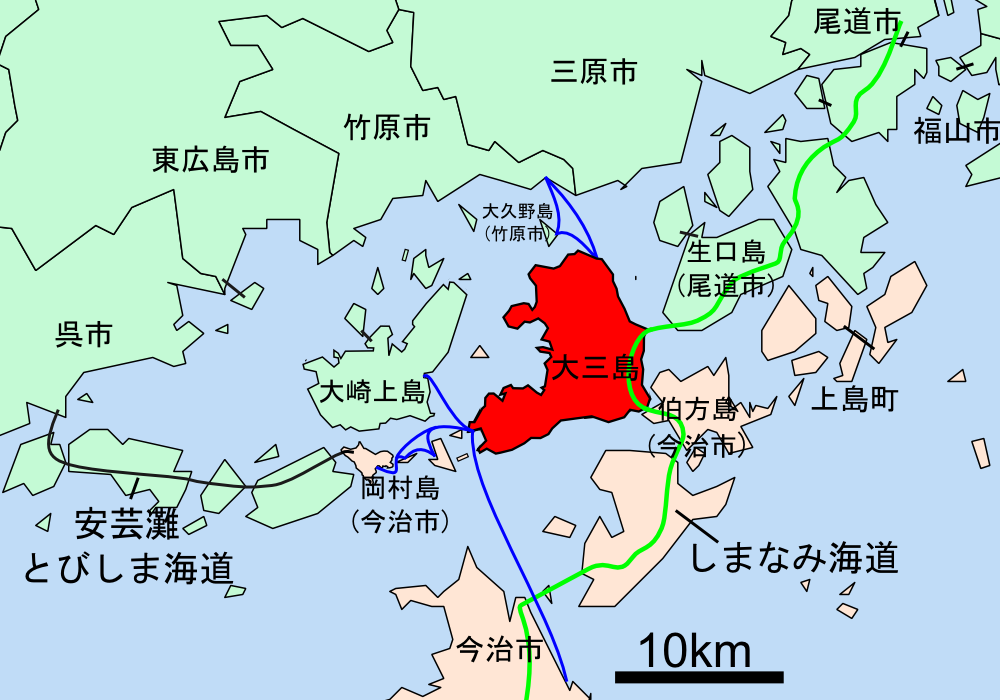
大三島的位置